# Sierra Leone-i polgárháború
A Sierra Leone-i polgárháború, amely  Sierra Leone egyik legnagyobb fegyveres konfliktusa volt 1991 márciusától 2002 januárjáig tartott, amikor Kabbah elnök bejelentette a polgárháború végét. A polgárháborúnak máig ható következményei vannak a túlélőkben és az ország mai helyzetében is.

## Okok

### Szociális
Sierra Leonéban nagyok az etnikai ellentétek a partok mentén élő gazdagabb, munkában tapasztaltabb és a belső területeken élő szegényebb népek között. A belső területeken élő fiatalokat (vagy sokszor gyerekeket, akár 10 éveseket is) csábította a RUF által megszerezhető „tisztelet”, a saját fegyver és a szabad garázdálkodás. A drogok, főleg marihuána, kokain és brown-brown (lőporral kevert kokain)] is segítettek a fiatalokat abban, hogy megszokják az öldöklést, a kegyetlenkedést.

### Gazdaság
Sierra Leone legfontosabb "valutája" a gyémánt, amelyet a belső, szegények lakta vidékeken bányásznak. A RUF a bányák megszállása után a gyémántból vásárolják a fegyvereket, az élelmet, a drogokat, az egészségügyi felszereléseket.

## Előzmények
Az 1961-ben felszabadult ország a demokrácia útján indult el. Sir Albert Margai elnöksége után 1967 márciusában Siaka Stevens pártja, az APC (All People's Congress) nyeri a választásokat, de egy katonai puccs miatt nem léphet hatalomra. 1968 áprilisában Siaka Stevens sikeresen végrehajtotta államcsínyét az Antikorrupciós Forradalmi Mozgalom élén. Ezek után kikiáltják a köztársaságot. 1978 áprilisában óriási fordulat következik, ugyanis elfogadják azt az alkotmánymódosítást, amelyben az APC az egyetlen párt. 1985-ben Joseph Saidu Momohot választják meg elnöknek.

## A polgárháború

### Kezdet
1991. március: A RUF (amely ekkor még csak néhány főt számlál) megtámad pár kisebb falut a libériai határ közelében Foday Sankoh vezetésével. Céljuk megfosztani a korrupt APC-t a hatalomtól. A RUF Kono körzetben több gyémántbányát is elfoglal, egyre többen csatlakoznak, erőszak nélkül vagy erőszak hatására. A hadsereg Freetown felé vonul vissza. Valentine Strasser százados és néhány embere ezek után puccsot hajt végre, Momoh száműzetésbe kerül. Megalakul az Ideiglenes Nemzet Kormányzótanács(NPRC). A tanács ugyanannyira tehetetlen, mint az APC. Eközben a RUF az ország egyre nagyobb részére terjeszti ki hatalmát.

### A háború további menete
1995: A RUF már Freetown közelében jár. Az NPRC zsoldosokat bérel fel a Dél-Afrikai Köztársaságból (Executive Outcome). Így a lázadók egy hónap alatt visszaszorulnak, így Freetown megmenekül egyelőre.
1996: Valentine Strassert leváltatják, helyette korábbi védelmi minisztere, Julius Maada Bio lép helyére. A nemzetközi és a hazai nyomás hatására beleegyezik a szabad választásokba, és hogy egy civil kormánynak adja át a helyét. Ahmad Tejan Kabbah, aki több mint húsz évig volt ENSZ biztos az SLPP színeiben, megnyeri a választásokat. Sajnos 1997 májusában az AFRC (Fegyveres Erők Forradalmi Tanácsa) Johnny Paul Koroma alezredes vezetésével, miután megdönti Kabbah hatalmát, megkéri a RUF-ot, hogy alakítson kormányt. 1998 márciusában a nigériai vezetésű ECOMOG elűzi a RUF által alakított kormányt, és visszaülteti Kabbah-t.
1999. január: A RUF újabb támadást indít, amely már Freetownt is eléri. Több ezren esnek áldozatul, az ECOMOG csak pár héttel később veri vissza a támadást és űzi ki a lázadókat.

### Az első békeszerződés
Kabbah elnök és a RUF oldaláról Foday Sankoh aláírják a Lomé-i békeszerződést. A szerződés értelmében a lázadók helyet kapnak a kormányban, és általános amnesztiában részesülnek. Ennek ellenére az ország még romokban hever, és a kormány sem tud változásokat elindítani, a lázadók még mindig az ország felét irányítják. Októberben az ENSZ akciót indít(UNAMSIL), hogy fenntartsa az egyezményt.

### A "béke" után
A békeszerződést a RUF felrúgja, és több száz UNAMSIL önkéntest ejt foglyul, miközben az erőszak újra felüti fejét a RUF területein. Az önkéntesek fegyvereit és lőszerkészleteit elszedik. Freetownban erre úgy reagálnak, hogy több százan vonulnak fel Sankoh háza előtt. A RUF itt is közbeavatkozik, húsz embert megölnek. A békeegyezmény elleni tetteik miatt Sankohot és a RUF főbb vezetőit letartóztatják, és a RUF elveszti a kormányban betöltött pozícióit.

### Az abujai fegyverszünet
Ezek után tűzszünetet kötnek Abujában, de a leszerelés, a demobilizáció és a reintegráció (DDR) nem történik meg. A harcok tovább folytatódnak.
2000. május: Az ENSZ a Palliser hadművelete keretében kimenekíti az országban élő külföldi állampolgárokat. Végül stabilizálják a helyzetet, tűzszünetet kötnek, majd a részvételükkel megállapodás születik a háború végéről.

### A második békeszerződés
A második békeszerződést Abujában írják alá, 2001-ben. A DDR szükségessége ki van emelve, ezért szinte azonnal elkezdik a leszereléseket, csökken az ellenségeskedés. A kormány folyamatosan veszi vissza a háború alatt a lázadók kezén lévő területeket. 
2002. január: Kabbah elnök hivatalosan is bejelenti a polgárháború végét.

## A háborút követő események
2002. május: Kabbah elnök és pártja, az SLPP fölényes győzelmet arat. Kabbah újabb öt évre az elnök. 
2002. július 28.: Az britek visszavonják 200 fős katonai kontingensüket, és egy 105 fős különítményt hagynak az országban a katonaság kiképzésére.
2002 nyara: A Lomé-i egyezmény szerint létrejön az Igazság és Megbékélés Bizottsága, amely a megbékélést hivatott elősegíteni a két fél között. Ezek után ENSZ segítséggel megalakul a Sierra Leone-i különleges bíróság, melynek feladata a legnagyobb bűnösök bíróság elé állítása.
2002. november: Az UNAMSIL fokozatosan leépíti 17500 fős alakulatait. 
2004. október: Az Igazság és Megbékélés Bizottsága összeállítja végső jelentését, de nyomdai problémákra hivatkozva 2005 augusztusáig nem hozzák nyilvánosságra. Egy hónappal korábban a kormány kiadja a fehér könyvét, amelyben részint elfogadja, részint elutasítja és figyelmen kívül hagyja a javaslatokat. Egyes polgári csoportok kritizálják is a kormányt emiatt.
2005. december: Az UNAMSIL befejezi sierra leonei működését és megalakul az ENSZ Sierra Leone-i Összevont Bizottsága (UNIOSIl), amely elkezdi békeépítő tevékenységét.
2006. március 25.: Olusegon Obasanjo és Ellen Johnson Sirleaf, Libéria új elnöke közötti tárgyalások után Libéria kész letartóztatni Charles Taylort, aki eddig Nigériában élt, száműzetésben. Taylor megpróbál elmenekülni Nigériából, de ENSZ katonák elfogják, és Freetownba viszik. Az SCSL 11 vádpontot fogalmazott meg ellene.